# كريستينا أومانيا
كريستينا أومانيا (بالإسبانية: Cristina Umaña) هي ممثلة كولومبية ازدادت في 24 من ديسمبر سنة 1974 بمدينة إيباجيه الكولومبية، وبدأت مسيرتها الفنية في التمثيل سنة 1993.
ومن أبرز أعمالها الفنية المسلسل المكسيكي (Capadocia) الذي أنتجته شركة (HBO).

## أفلامها
- Lecciones para un Beso, 2011
- Dios los Junta y Ellos se Separan, 2006
- El Rey, 2004
- El Capo 2,2010
- ¿Quién Paga el Pato?, 2000
- Mira Quien te Mira, 1999
- Malamor, 1999

## الجوائز
- Premios TvyNovelas- Best Antagonistic Actress, 2005
- Premios TvyNovelas- Best Actress, 1999
- Premios TvyNovelas- Best Actress in a Supporting role, 1999
- Festival Internacional de Cine de Cartagena, 1998
- Premios Shocks- Best NewActress, 1998

## وصلات خارجية
- كريستينا أومانيا على موقع IMDb (الإنجليزية)
- كريستينا أومانيا على موقع أول موفي (الإنجليزية)
- كريستينا أومانيا على موقع قاعدة بيانات الفيلم (الإنجليزية)
- (بالإسبانية) www.CristinaUmana.org نسخة محفوظة 1 مايو 2011 على موقع واي باك مشين.

@cristinaumana على تويتر.